# Occluded Artery Trial
OAT (für Occluded Artery Trial) ist das Akronym einer im November 2006 auf dem jährlichen Kongress der American Heart Association vorgestellten und im The New England Journal of Medicine publizierten Studie über den Nutzen einer Herzkatheterintervention nach einem Herzinfarkt. Die Studienergebnisse widerlegen die sog. open artery hypothesis, dass ein offenes Infarktgefäß prinzipiell einem verschlossenen vorzuziehen ist. Bei stabilen Patienten ist eine routinemäßige Katheterintervention zur mechanischen Wiedereröffnung eines verschlossenen Infarktgefäßes nicht angebracht, wenn seit dem Infarkt mehr als zwei Tage vergangen sind.

## Hintergrund
Bislang war nicht geklärt, ob die mechanische Wiedereröffnung eines verschlossenen Infarktgefäßes nach Ablauf der Akutphase das Risiko für unerwünschte Ereignisse bei Hochrisikopatienten verringert.

## Studienablauf
Insgesamt wurden 2166 klinisch stabile Patienten eingeschlossen, bei denen 3 bis 28 Tage nach einem Herzinfarkt ein kompletter Verschluss des infarktbezogenen Herzkranzgefäßes nachgewiesen wurde und die als Risikomerkmal eine eingeschränkte Pumpfunktion des Herzens (linksventrikuläre Ejektionsfraktion < 50 %) oder einen proximalen Verschluss aufwiesen. Die Patienten wurden randomisiert entweder mittels Ballondilatation mit Stentimplantation (PCI) des Infarktgefäßes und zusätzlicher medikamentöser Therapie (1082 Patienten) oder nur mittels medikamentöser Therapie (1084 Patienten) behandelt.

## Ergebnisse
Als primärer Endpunkt der Studie war eine Kombination von Tod, erneutem Herzinfarkt (Reinfarkt) oder Herzinsuffizienz vom Schweregrad NYHA IV festgelegt worden. Ihn erreichten nach im Mittel vier Jahren in der PCI-Gruppe 17,2 % und in der nur medikamentös behandelten Gruppe 15,6 % der Patienten (relatives Risiko für die PCI-Gruppe 1,16, p = 0,2). Dieser statistisch nicht signifikante Unterschied war ausschließlich durch eine ebenfalls nicht signifikant höhere Anzahl von Reinfarkten (7,0 vs. 5,3 %, p = 0,13) bedingt, während Todesfälle (9,1 vs. 9,4 %) und schwere Herzinsuffizienzen (4,4 vs. 4,5 %) in beiden Gruppen gleich häufig waren. Die Subgruppenmerkmale Alter, Geschlecht, betroffenes Herzkranzgefäß, Ejektionsfraktion, Diabetes mellitus und Zeitintervall zwischen Infarkt und Studieneinschluss hatten auf die Ergebnisse keinen Einfluss.